# 鄭文焯
鄭文焯（1856年—1918年），字俊臣，號小坡，又號叔問、鶴道人，別號瘦碧、冷紅詞客、大鶴山人，内务府漢軍正白旗人（属内务府正白旗汉姓满洲旗人），籍奉天鐵嶺（今屬遼寧）大鶴山。清朝晚期词人，善书画。

## 生平
父郑瑛棨任陕西巡抚。文焯生於清文宗咸豐六年（1856年），光绪元年（1875年）乙亥科顺天乡试舉人（榜名文焯，时隶内务府正白旗汉军毓琳佐领下）。曾官內閣中書，于25岁（c.1881年）弃官南游，久客吴中（苏州），為多任江蘇巡撫（包括恩寿、端方、陆元鼎、陳啟泰 (同治進士)等）幕僚，后在苏州授学于存古学堂。曾学琴于江夏李复翁，討論古音。博學多才，精詞學。与樊樊山、朱祖謀、况周颐称清季“四大詞宗”。俞樾评文焯的词：“豪宕之中兼以细腻，合大江东去、晓风残月为一手”。又通音律，擅长书画，康有為稱其書法︰“遒逸深古，妙美沖和，奄有北碑之長，取其高深而去其獷野”。光绪十二年至十三年（1886-1887），举词社于苏州城西之壶园，唱和者有易顺鼎（字实甫，其父江苏布政使易佩绅）等。與朱祖谋唱和，与俞樾时有书信交往（载《俞樾函札辑证》， 2014）。清亡後，移居上海，精醫學，行醫於汉口路福利公栈，兼卖书画以自给。民國七年（1918年）卒於吴门（苏州），葬於光福邓尉山的梅花林中。康有为作《清词人郑大鹤先生墓表》。
清光绪十年（1884）至十一年，苏州观察朱修庭（名朱福清，江苏候补道）、苏州怡贤亲王胤祥祠（又名敕建报恩禅寺、怡贤寺）僧云闲（著《枯木琴谱》）、状元洪钧、词人郑文焯（文小坡）、文人彭南屏等人倡议并集资在苏州虎丘憨憨泉边建造了拥翠山庄（载杨岘《拥翠山庄记》）。镶白旗满洲景星 (清朝)任职江苏苏松常镇太粮储道时（1888-1893），与文焯、朱修庭以及内务府正白旗蒙古、内务府郎中兼苏州织造荣廷（字虞臣，博尔济吉特氏，赐汉姓尹氏，著《吴下诗存》）互有唱和（据朱福清，《双清阁袖中诗本》，俞樾序，1893）。光绪二十一年（1895年），在苏州怡园成立“怡园画社”，主要成员有吴大澂、顾鹤逸（顾麟士即进士顾文彬之孙）、吴昌硕、顾沄、郑文焯等。与耦园主人进士沈秉成在园中时有唱和。在苏州寒山寺大雄宝殿右墙的后侧，嵌有一幅“寒山子”的石刻画像，那是根据郑文焯于光绪六年(1880年)游览枫桥寒山寺时，在游船上用手指画就的写意人物——寒山子画像，琢刻而成。
客居苏州时，文焯初寓马医科的讴园（今绣园），其藏书处为“大鹤山房”；后卜居于乔司空巷潘氏西园、剪金桥巷冷红簃等处；又曾寓居庙堂巷的壶园，结社唱词。光绪三十一年（1905），在饮马桥畔的孝义坊，买下了五亩地，筑建庭园，别号“樵风别墅”；苏州文人孙德谦，有贺其新居文云：“度地新规，洞天别启，近邻萧寺，旁枕清溪”。文焯有画作《归鹤图》，其画跋记载了其在壶园居住期间，“尝蓄六鹤，驯知人语，皆就掌取食，应声起舞”（壶园今已无存）。
文焯的《玉楼春》词写道：“梅花过了仍风雨，著意伤春天不许。西园词酒去年同，别是一番惆怅处。/ 一枝照水浑无语，日见花飞随水去。断红还逐晚潮回，相映枝头红更苦”。他的《琵琶仙》词写道：“……又还念、辽鹤归来，奈乡梦、重重渺难寄。愁向十洲屏画，说沧桑余事。残篴外、西江落月，见故宫、洗面清泪。谩倚烟柳津桥，杜鹃声里”。

## 著作
- 词集有《瘦碧》（俞樾、易顺鼎序）、《冷红》、《比竹余音》（王闿运序）、《苕雅余集》（朱祖谋序）、词论《词源斟律》，其后删存诸词集合为《樵风乐府》九卷。又有《大鹤山人诗集》。
- 著《千金方辑古经方疏证》八卷、《妇人婴儿方义》两卷、《醫故》（又名《醫詁》）二卷（俞樾序，1891年刊本，又有2015年现代版）、《扬雄说故》一卷（由姻戚杨钟羲著录于《续修四库全书总目提要》）等。
- 吴昌绶收集其平生作品合刊為《大鹤山房全集》[3]。
- 辑《国朝著述未刊书目》一卷（光绪十四年（1888）苏州书局刻本）、《南献遗征》（光绪十三年（1887）苏州书局刊行，又载于《国粹学报》1910年六卷第一、二期）。

## 家庭
- 始祖鄭朝輔（c.1570s-？）。“鄭朝輔，正白旗包衣人，世居瀋陽地方，來歸年分無考。其孫鄭仁民原任䕶軍校，曾孫鄭連原任佐领，……四世孫鄭禪寳原任浙江按察使，……五世孫永徳、成徳俱現任筆帖式”（据《八旗滿洲氏族通譜》卷77）。
- 二世祖鄭國安（c.1600s-？），从龙入关。
- 三世祖鄭思民（c.1630s-？）。胞兄鄭仁民，原任䕶軍校。
- 四世祖鄭璉（又鄭連，c.1660s-？），曾任内务府正白旗包衣第五㕘领第一旗鼓佐领（继任曹寅）、内务府镶黄旗包衣第五㕘领第六旗鼓佐领（卒于任上）（据《钦定八旗通志》）。
- 五世祖鄭從義（c.1680s-？），内务府员外郎。
- 太高祖鄭禪寶（字永锡，c.1710s-？），内务府郎中兼内务府正白旗包衣第五㕘领第二旗鼓佐领（据《钦定八旗通志》）（该佐领继任，内务府正白旗汉军、参领赫达色，又名李維屏、黑達塞，其祖父系總管內務府大臣李延禧 (清朝)）；雍正六年山东巡盐御史，浙江按察使，雍正十年山东布政使署理山东巡抚，总管内务府大臣（雍正八年协理，九年（1731）出任）。
- 高祖成德（c.1740s-？），内务府主事。
- 曾祖鶴年（c.1770s-？），内务府主事。曾祖母张氏。
- 本生祖父普明（c.1800s-？），江南织造笔帖试；本生祖母原配张氏、继配馬佳氏。养祖父普安，江南织造兼管龙江关税务，内务府镶黄旗、正黄旗公中佐领；养祖母丁氏。
- 父郑瑛棨（c.1820s-1878；母馬佳氏），河南巡抚、署河東河道總督、陕西巡抚。任职河南时，与河南学政俞樾共事并多有书信交往（载《俞樾函札辑证》，2014）。嫡母李氏，继母周氏。
- 胞兄：
  - 文炳（c.1850s-？），江西廣饒九南兵備道、江西提法使。妻完颜桂芬（父內務府鑲黃旗滿洲、兵部左侍郎署直隶总督完顏崇厚（1826-1893），母蔣重申（父鑲藍旗漢軍、廣西思恩府知府蔣明遠），祖父嘉慶己巳科進士完顏麟慶）。
  - 文焕（字伯質，号幼蘭，1851-？）。妻葉赫那拉氏（父内务府镶黄旗满洲、咸豐六年（1856年）丙辰科进士文肅公銘安，胞叔咸豐癸丑科進士浦安，嫡堂兄光緒乙酉科舉人、軍機大臣那桐）。郑文焯有《送幼兰兄之辽东》诗送其兄文焕（同行者有姻戚那桐，据《《大鹤山人诗集》》）。
  - 文炘，文燮。
- 从兄郑文烺（号嚼梅居士）。
- 胞姊鄭氏貞儀，嫁正藍旗滿洲佟佳氏毓秀（父理藩院左侍郎德椿）。胞姊鄭氏，嫁镶黄旗满洲鈕祜祿氏明存（父盛福，祖父富僧額，曾祖觀音保，高祖承恩公、副都統伊松阿，高祖姑母鈕祜祿氏封雍正帝之孝聖憲皇后即乾隆帝之生母）。
- 妻張氏眉君（c.1850s-1917），工画善琴。其父内务府正白旗、内务府郎中兼热河总管毓泰（字秀峰；咸丰四年任淮安关监督）；胞兄張文棫（字叔瑟），妻李氏（父内务府正白旗汉军、湖北荆州府知府李恆琛，母章佳氏（其父正白旗滿洲、道光丙申恩科進士慶廉 (道光進士)）；胞姊李寶蘩（1861-？）嫁内务府正黄旗汉军、光緒十五年（1889年）己丑科进士楊鍾羲；嫡堂兄光绪十一年（1885）乙酉科举人、词人画家李寶巽（又李孺），系正蓝旗汉军进士胡俊章胞侄女婿）。
- 女鄭氏茂诏，嫁重庆江北籍戴正誠（字亮集）。戴正誠，卒业京师大学堂，民国初年任财政部主事，第一屆國民大會四川省代表，编有《鄭叔問先生年譜》（1941）、《戴氏宗谱 》（1939），参与编写民国《江北县志》；1951年，戴正诚把自己平生收藏的13764册线装书以及碑帖等，全部捐献给了西南人民图书馆（重庆图书馆前身）。